# Aktuálně.cz
Aktuálně.cz – czeski dziennik internetowy, którego właścicielem jest przedsiębiorstwo Economia. Został założony 1 listopada 2005.
Według stanu na 2020 rok funkcję redaktora naczelnego pełni Josef Pazderka.
W ciągu miesiąca serwis generuje ok. 30 mln odsłon (stan na 2020 rok). W rankingu Alexa był notowany globalnie na miejscu: 4762 (grudzień 2020), w Czechach: 16 (grudzień 2020).

## Nagrody
- Internetový projekt roku 2006 – Křišťálová Lupa (główna nagroda internetowa w Czechach, nagroda jury ekspertów)[5]
- W 2010 roku firma zajęła w ankiecie Křišťálová Lupa 3. miejsce w kategorii Media – ogólne[6]
- Novinářská cena (szereg nagród w różnych latach)[7]